# 墳墓 (短篇小說)
《墳墓》（英語：The Tomb）是一部由美國作家霍華德·菲利普斯·洛夫克拉夫特創作的虛構短篇小說，寫於1917年6月，最初出版於1922年3月的《流浪者》（The Vagrant）雜誌。故事講述主角傑瓦斯·達德利（Jervas Dudley）在他童年時，在家附近沉迷於一座陵墓的故事。

## 故事情節
講述白日夢者傑瓦斯·達德利在他還是個孩子的時候，他發現被掛鎖栓著的海德（Hyde）家族陵墓入口，海德家附近的豪宅已經燒毀了許多年。傑瓦斯試圖打破掛鎖，但無法做到。在閱讀普魯塔克《希臘羅馬名人傳》的啟發下，傑瓦斯決定耐心地等到他能夠進入墳墓的時候。幾年後某夜，傑瓦斯再次在墳墓旁睡著了。他在傍晚時突然醒來，並且幻想當他醒來時，一道光已經在墳墓裡匆匆熄滅了。然後傑瓦斯回家後，走進閣樓裡拿出了一個腐朽的箱子，在箱子裡找到了陵墓的鑰匙。進入陵墓，傑瓦斯發現了一個上面銘刻著「傑弗里·海德（Geoffrey Hyde）」的空棺材。而後傑瓦斯每晚都會進入那座陵墓，開始對雷暴與火焰產生恐懼，並且意識到他正在被人監視著。
傑瓦斯在暴風雨即將來臨的夜晚出發前往墳墓。他看到海德宅邸恢復了原來的樣子，他加入了一個正在進行的盛會，且滔滔不絕地說著褻瀆神明的語句詞彙。在盛會期間，閃電擊中宅邸並且它燒毀。傑瓦斯失去了意識，並想像自己被大火燒成了灰燼。而後他發現自己在尖叫和掙扎，被兩個人手臂架住，並被他的父親關押在房裡。
傑瓦斯開始喋喋不休地說他一直都在墳墓裡睡覺。他的父親因兒子的精神不穩定而感到難過，並告訴他已經被監視了一段時間，且從未進入陵墓內。傑瓦斯原本用來打開掛鎖的鑰匙也不見了。儘管他的精神狀態不佳，他的僕人希拉姆（Hiram）仍然忠於他。希拉姆依傑瓦斯的要求進入墳墓，砸開掛鎖提著燈進到陰暗的深處後，回到傑瓦斯那裡，告訴他確實有一個空棺材，上面刻著「傑瓦斯（Jervas）」。傑瓦斯說他以後會被安葬進那座墳墓裡的棺材內。

## 相關媒體
- 漫畫版本，《H·P·洛夫克拉夫特的世界：墳墓》（The World of of H.P. Lovecraft:The Tomb (1992,1997)）[1]。
- 2007年電影《洛夫克拉夫特的墳墓（英语：The Tomb (2007 film)）》，然而卻與短篇小說《墳墓》內容毫無關係。它的故事情節類似於奪魂鋸系列恐怖片。
- 樂團The Darkest of the Hillside Thickets（英语：The Darkest of the Hillside Thickets）的名字取自這個故事中的一句話。
- 播客《你應該知道的東西（英语：Stuff You Should Know）》於2010年的萬聖節播客播放了《墳墓》[2]。
- 太陽聖殿教（Order of the Solar Temple）2014年的同名專輯包含一首名為《傑瓦斯·達德利》（Jervas Dudley）的曲目[3]。